# بردعة (درع)
البَرْدَعة هي درع للخيول الحربية. تطورت ممارسة تسليح الخيول لأول مرة على نطاق واسع في العصور القديمة في المملكتين الشرقيتين الفرثية والبهلوية.